# Fluorure d'yttrium-lithium
Le fluorure d'yttrium-lithium (LiYF4, abrégé parfois en YLF) est un cristal biréfringent, dopé généralement au néodyme ou au praséodyme (en) et utilisé comme milieu amplificateur dans les lasers à l'état solide. L'yttrium est l'élément de substitution dans LiYF4.. La dureté de YLF est significativement plus faible que celles d'autres milieux laser cristallins courants, par exemple le grenat d'yttrium et d'aluminium (YAG).